# Canton de Châtillon-sur-Seine
Le canton de Châtillon-sur-Seine est une circonscription électorale française située dans le département de la Côte-d'Or et la région Bourgogne-Franche-Comté.

## Histoire
Après avoir été sous-préfecture jusqu'au 10 septembre 1926, Châtillon-sur-Seine est chef-lieu de canton depuis le 15 février 1790.
Un nouveau découpage territorial de la Côte-d'Or entre en vigueur à l'occasion des élections départementales de mars 2015, défini par le décret du 18 février 2014, en application des lois du 17 mai 2013 (loi organique 2013-402 et loi 2013-403). Les conseillers départementaux sont, à compter de ces élections, élus au scrutin majoritaire binominal mixte. Les électeurs de chaque canton élisent au Conseil départemental, nouvelle appellation du Conseil général, deux membres de sexe différent, qui se présentent en binôme de candidats. Les conseillers départementaux sont élus pour 6 ans au scrutin binominal majoritaire à deux tours, l'accès au second tour nécessitant 12,5 % des inscrits au 1er tour. En outre la totalité des conseillers départementaux est renouvelée. Ce nouveau mode de scrutin nécessite un redécoupage des cantons dont le nombre est divisé par deux avec arrondi à l'unité impaire supérieure si ce nombre n'est pas entier impair, assorti de conditions de seuils minimaux. Dans la Côte-d'Or, le nombre de cantons passe ainsi de 43 à 23. Le nombre de communes du canton de Châtillon-sur-Seine passe de 28 à 107. Le nouveau canton de Châtillon-sur-Seine est formé de communes des anciens cantons de Châtillon-sur-Seine, de Baigneux-les-Juifs, de Montigny-sur-Aube, de Laignes, de Aignay-le-Duc, et de Recey-sur-Ource.

## Géographie
Le canton qui occupe 1 813 kilomètres2 est une circonscription électorale française située l'arrondissement de Montbard et s'organise autour de Châtillon-sur-Seine. Son altitude varie entre 189 m à Gomméville et 417 m à Villiers-le-Duc pour une altitude moyenne de 252 m. Largement recouverte de forêts qui seront intégrées au parc national des Forêts de Champagne et Bourgogne en cours de création, son territoire est à l'origine de nombreux cours d'eau qui le structurent : 
- la Seine au cours sud-nord au centre de la région reçoit ses premiers affluents : la Coquille et le Brévon ;
- dans la partie nord la Laigne, l'Ource et l'Aube toutes orientées également sud-nord rejoignent la Seine au-delà des limites de la région ;
- dans le quart sud-est l'Ouche, la Tille et la Vingeanne coulent à l'est pour se déverser dans la Saône.

Il est composé de deux socles calcaires séparées par le lit sud-nord de la Seine emprunté par la route nationale 71 reliant Troyes à Dijon : une partie du plateau de Langres à l'est et du Tonnerrois à l'ouest. S'y ajoute au nord un prolongement du Barrois champenois séparé du reste par une faille courant d'est en ouest qui retient quelques lacs et est empruntée par la route départementale 965 reliant Auxerre à Chaumont.

## Représentation

### Conseillers généraux de 1833 à 2015
| Période | Période      | Identité                                 | Étiquette                | Qualité |
| ------- | ------------ | ---------------------------------------- | ------------------------ | --- |
| 1833    | 1861         | Jean-Baptiste-Charlemagne Louis-Bazile   | Majorité gouvernementale | Député (1827-1830, 1831-1834 et 1852-1863) Maître de forges à Châtillon-sur-Seine                                                                                                  |
| 1861    | 1874         | Gustave Lapérouse (1815-1892)            |                          | Propriétaire à Châtillon-sur-Seine Ancien sous-préfet |
| 1874    | 1898         | Arthur Leroy                             | Républicain              | Avoué Adjoint au Maire de Châtillon-sur-Seine Député (1877-1902) |
| 1898    | 1904         | Louis Auguste Paris                      | Républicain              | Maire de Châtillon-sur-Seine |
| 1904    | 1922 (décès) | Henri Maître (1858-1922)                 | Conservateur Libéral     | Ancien officier de marine Propriétaire et meunier à Châtillon-sur-Seine Ancien conseiller d'arrondissement du canton de Montigny-sur-Aube                                          |
| 1922    | 1937         | Emile-Désiré Dorneau                     | Rad.                     | Propriétaire à Châtillon-sur-Seine |
| 1937    | 1940         | Virgile Dhôtel                           | Rad.ind.                 | Industriel, conseiller municipal de Châtillon-sur-Seine, conseiller d'arrondissement Nommé conseiller départemental en 1942                                                        |
|         |              |                                          |                          | |
| 1945    | 1982         | Fernand (Constant) Petitfour (1896-1990) | SFIO puis DVG puis SE    | Cheminot visiteur Ancien conseiller municipal de Longwy (Meurthe-et-Moselle) Conseiller municipal de Châtillon-sur-Seine Député-suppléant de Robert Morlevat (Radical) (1967-1968) |
| 1982    | 1988         | Maurice Dabé (1918-2006)                 | UDF                      | Menuisier Maire de Sainte-Colombe-sur-Seine (1965-1983) Suppléant du député Gilbert Mathieu (1978-1981)                                                                            |
| 1988    | 2015         | Hubert Brigand                           | DVD                      | Cadre Maire de Châtillon-sur-Seine depuis 1995 |

### Conseillers d'arrondissement (de 1833 à 1940)
Le canton de Châtillon avait deux conseillers d'arrondissement.
Il faisait partie de l'arrondissement de Châtillon-sur-Seine jusqu'à sa disparition en 1926.
| Période                                  | Période          | Identité                                     | Étiquette       | Qualité |
| ---------------------------------------- | ---------------- | -------------------------------------------- | --------------- | --- |
| 1833                                     | 1836             | Édouard Claude Élisabeth Fabry (1788-1863)   |                 | Chef de bataillon de la Garde nationale, propriétaire à Châtillon-sur-Seine                                 |
| 1833                                     | 1848             | Eusèbe Alexandre Marie Lapérouse (1787-1866) |                 | Avocat, maire de Châtillon-sur-Seine                                                                        |
| 1836                                     | 1848             | Bernard Maître-Humbert (1780-1856)           |                 | Maître de forges à Châtillon-sur-Seine                                                                      |
| 1848                                     | 1855             | Hector Bourru (1801-1870)                    |                 | Notaire à Châtillon-sur-Seine                                                                               |
| 1848                                     | 1855             | Alexandre Lapérouse (1787-1866)              |                 | Avocat, Président du Tribunal civil de Châtillon-sur-Seine                                                  |
| 1855                                     | 1864             | Félix Mariotte (1800-1875)                   |                 | Maire de Châtillon-sur-Seine (1848-1867)                                                                    |
| 1864                                     | 1870             | Charles Couvreux                             | Républicain     | Propriétaire à Châtillon-sur-Seine                                                                          |
| 1865                                     | 1880             | Léon Bourée                                  | Républicain     | Médecin, chirurgien de l'hôpital civil de Châtillon-sur-Seine                                               |
| 1870                                     | 1871             | Félix Mariotte                               |                 | Ancien maire de Châtillon-sur-Seine                                                                         |
| 1874                                     | 1880             | Achille Maitre (1818-1905)                   |                 | Agriculteur, maître de forges à Sainte-Colombe-sur-Seine, propriétaire à Châtillon-sur-Seine                |
| 1880                                     | 1884 (décès)     | Nicolas Émile Maurage (1836-1884)            | Républicain     | Notaire, maire de Châtillon-sur-Seine                                                                       |
| 1880                                     | 1913             | Charles Boutequoy (1827-1915)                | Républicain     | Docteur en médecine à Châtillon-sur-Seine, Président du Conseil d'arrondissement                            |
| 1884                                     | 1891 (démission) | Louis Lhomme (1824-1896)                     |                 | Maître de forges à Châtillon-sur-Seine                                                                      |
| 1891                                     | 1925             | Léon Jean-Baptiste Japiot (1846-1931)        | Républicain     | Agriculteur, maire de Châtillon-sur-Seine (1912-1919), Président de la société d'agriculture                |
| 1913                                     | 1925             | Fernand Bourée (1878-1940)                   |                 | Médecin à l'hôpital de Châtillon-sur-Seine, Mort pour la France                                             |
| 1925                                     | 1931             | Léon Richebourg (1872-1947)                  | SFIO            | Marchand de vin, conseiller municipal de Châtillon-sur-Seine                                                |
| 1925                                     | 1937             | Virgile Dhôtel                               | Rad.ind.        | Industriel, conseiller municipal de Châtillon-sur-Seine                                                     |
| 1931                                     | 1940             | André Reignard (1882-1951)                   | RG              | Hôtelier restaurateur, conseiller municipal de Châtillon-sur-Seine                                          |
| 1937                                     | 1940             | Marceau Barbier (1886-1961)                  | Union nationale | Agriculteur à Pothières                                                                                     |
| 1940                                     |                  |                                              |                 | Les conseils d'arrondissement ont été suspendus par la loi du 12 octobre 1940 et n'ont jamais été réactivés |
| Les données manquantes sont à compléter. |                  |                                              |                 | |

### Conseillers départementaux depuis 2015
| Période élective | Période élective | Mandat | Mandat           | Identité          | Nuance | Nuance | Qualité |
| ---------------- | ---------------- | ------ | ---------------- | ----------------- | ------ | ------ | --- |
| 2015             | 2021             | 2015   | 2021             | Valérie Bouchard  |        | DVD    | Formatrice en MFR Maire de Bellenod-sur-Seine |
| 2015             | 2021             | 2015   | 2021             | Hubert Brigand    |        | LR     | Maire de Châtillon-sur-Seine (1995-2022) Ancien président de la Communauté de communes du Pays Châtillonnais (2003-2015) 2ème Vice-Président du Conseil départemental |
| 2021             | 2028             | 2021   | en cours         | Valérie Bouchard  |        | DVD    | Conseillère sortante |
| 2021             | 2028             | 2021   | 2022 (démission) | Hubert Brigand    |        | LR     | Conseiller sortant, 2ème Vice-Président du conseil départemental démissionne à la suite de son élection à l'Assemblée Nationale                                       |
| 2021             | 2028             | 2022   | en cours         | Christophe Verdot |        | LR     | Cultivateur Adjoint au maire de Villaines-en-Duesmois |

### Résultats détaillés

#### Élections de mars 2015
Lors des élections départementales de 2015, le binôme composé de Valérie Bouchard et Hubert Brigand (Union de la Droite) est élu au 1er tour avec 52,68 % des suffrages exprimés, devant le binôme composé de Martine Rossi et Ambroise Savatier (FN) (30,88 %). Le taux de participation est de 55,91 % (9 225 votants sur 16 501 inscrits) contre 53,86 % au niveau départemental et 50,17 % au niveau national.

#### Élections de juin 2021
Le premier tour des élections départementales de 2021 est marqué par un très faible taux de participation (33,26 % au niveau national). Dans le canton de Châtillon-sur-Seine, ce taux de participation est de 42,24 % (6 628 votants sur 15 692 inscrits) contre 36,24 % au niveau départemental. À l'issue de ce premier tour,  le binôme constitué de Valérie Bouchard et Hubert Brigand (DVD, 69,15 %), est élu avec 69,15 % des suffrages exprimés.
Le second tour des élections est marqué une nouvelle fois par une abstention massive équivalente au premier tour. Les taux de participation sont de 34,3 % au niveau national, 37,05 % dans le département et 42,24 % dans le canton de Châtillon-sur-Seine. Valérie Bouchard et Hubert Brigand (DVD) sont élus avec 69,15 % des suffrages exprimés (4 368 voix pour 6 628 votants et 15 692 inscrits),,. 

## Composition

### Composition avant 2015
Avant 2015, le canton de Châtillon-sur-Seine regroupait 28 communes.
| Nom                             | Code Insee | Codepostal | Superficie (km2) | Population (dernière pop. légale) | Densité (hab./km2) |
| ------------------------------- | ---------- | ---------- | ---------------- | --------------------------------- | ------------------ |
| Châtillon-sur-Seine (chef-lieu) | 21154      | 21400      | 33,15            | 5 487 (2012)                      | 166                |
| Aisey-sur-Seine                 | 21006      | 21400      | 12,72            | 199 (2012)                        | 16                 |
| Ampilly-le-Sec                  | 21012      | 21400      | 24,40            | 366 (2012)                        | 15                 |
| Brémur-et-Vaurois               | 21104      | 21400      | 9,31             | 66 (2012)                         | 7,1                |
| Buncey                          | 21115      | 21400      | 27,02            | 386 (2012)                        | 14                 |
| Chamesson                       | 21134      | 21400      | 15,76            | 287 (2012)                        | 18                 |
| Charrey-sur-Seine               | 21149      | 21400      | 12,68            | 180 (2012)                        | 14                 |
| Chaumont-le-Bois                | 21161      | 21400      | 7,54             | 86 (2012)                         | 11                 |
| Chemin-d'Aisey                  | 21165      | 21400      | 8,51             | 70 (2012)                         | 8,2                |
| Coulmier-le-Sec                 | 21201      | 21400      | 32,29            | 271 (2012)                        | 8,4                |
| Étrochey                        | 21258      | 21400      | 3,21             | 223 (2012)                        | 69                 |
| Gomméville                      | 21302      | 21400      | 9,83             | 147 (2012)                        | 15                 |
| Maisey-le-Duc                   | 21372      | 21400      | 12,67            | 91 (2012)                         | 7,2                |
| Massingy                        | 21393      | 21400      | 9,49             | 155 (2012)                        | 16                 |
| Montliot-et-Courcelles          | 21435      | 21400      | 8,65             | 288 (2012)                        | 33                 |
| Mosson                          | 21444      | 21400      | 7,41             | 84 (2012)                         | 11                 |
| Nod-sur-Seine                   | 21455      | 21400      | 24,86            | 234 (2012)                        | 9,4                |
| Noiron-sur-Seine                | 21460      | 21400      | 11,38            | 81 (2012)                         | 7,1                |
| Obtrée                          | 21465      | 21400      | 5,17             | 76 (2012)                         | 15                 |
| Pothières                       | 21499      | 21400      | 17,86            | 214 (2012)                        | 12                 |
| Prusly-sur-Ource                | 21510      | 21400      | 15,74            | 178 (2012)                        | 11                 |
| Sainte-Colombe-sur-Seine        | 21545      | 21400      | 16,16            | 968 (2012)                        | 60                 |
| Vannaire                        | 21653      | 21400      | 3,50             | 57 (2012)                         | 16                 |
| Vanvey                          | 21655      | 21400      | 16,80            | 219 (2012)                        | 13                 |
| Villers-Patras                  | 21700      | 21400      | 6,30             | 104 (2012)                        | 17                 |
| Villiers-le-Duc                 | 21704      | 21400      | 84,34            | 93 (2012)                         | 1,1                |
| Villotte-sur-Ource              | 21706      | 21400      | 9,49             | 121 (2012)                        | 13                 |
| Vix                             | 21711      | 21400      | 3,53             | 111 (2012)                        | 31                 |

### Composition depuis 2015
Le nouveau canton de Châtillon-sur-Seine comprenait 107 communes entières à sa création.
| Nom                                         | Code Insee | Intercommunalité         | Superficie (km2) | Population (dernière pop. légale) | Densité (hab./km2) | Modifier                                    |
| ------------------------------------------- | ---------- | ------------------------ | ---------------- | --------------------------------- | ------------------ | ------------------------------------------- |
| Châtillon-sur-Seine (bureau centralisateur) | 21154      | CC du Pays Châtillonnais | 33,15            | 5 404 (2022)                      | 163                | modifier les données · modifier les données |
| Aignay-le-Duc                               | 21004      | CC du Pays Châtillonnais | 24,86            | 263 (2022)                        | 11                 | modifier les données · modifier les données |
| Aisey-sur-Seine                             | 21006      | CC du Pays Châtillonnais | 12,72            | 166 (2022)                        | 13                 | modifier les données · modifier les données |
| Ampilly-le-Sec                              | 21012      | CC du Pays Châtillonnais | 24,40            | 329 (2022)                        | 13                 | modifier les données · modifier les données |
| Ampilly-les-Bordes                          | 21011      | CC du Pays Châtillonnais | 14,48            | 81 (2022)                         | 5,6                | modifier les données · modifier les données |
| Autricourt                                  | 21034      | CC du Pays Châtillonnais | 26,77            | 136 (2022)                        | 5,1                | modifier les données · modifier les données |
| Baigneux-les-Juifs                          | 21043      | CC du Pays Châtillonnais | 12,47            | 203 (2022)                        | 16                 | modifier les données · modifier les données |
| Balot                                       | 21044      | CC du Pays Châtillonnais | 15,54            | 93 (2022)                         | 6,0                | modifier les données · modifier les données |
| Beaulieu                                    | 21052      | CC du Pays Châtillonnais | 6,60             | 27 (2022)                         | 4,1                | modifier les données · modifier les données |
| Beaunotte                                   | 21055      | CC du Pays Châtillonnais | 8,50             | 15 (2022)                         | 1,8                | modifier les données · modifier les données |
| Belan-sur-Ource                             | 21058      | CC du Pays Châtillonnais | 20,44            | 228 (2022)                        | 11                 | modifier les données · modifier les données |
| Bellenod-sur-Seine                          | 21061      | CC du Pays Châtillonnais | 14,59            | 68 (2022)                         | 4,7                | modifier les données · modifier les données |
| Beneuvre                                    | 21063      | CC du Pays Châtillonnais | 15,40            | 92 (2022)                         | 6,0                | modifier les données · modifier les données |
| Billy-lès-Chanceaux                         | 21075      | CC du Pays Châtillonnais | 22,29            | 68 (2022)                         | 3,1                | modifier les données · modifier les données |
| Bissey-la-Côte                              | 21077      | CC du Pays Châtillonnais | 19,93            | 132 (2022)                        | 6,6                | modifier les données · modifier les données |
| Bissey-la-Pierre                            | 21078      | CC du Pays Châtillonnais | 8,44             | 68 (2022)                         | 8,1                | modifier les données · modifier les données |
| Boudreville                                 | 21090      | CC du Pays Châtillonnais | 7,94             | 60 (2022)                         | 7,6                | modifier les données · modifier les données |
| Bouix                                       | 21093      | CC du Pays Châtillonnais | 15,64            | 151 (2022)                        | 9,7                | modifier les données · modifier les données |
| Brémur-et-Vaurois                           | 21104      | CC du Pays Châtillonnais | 9,31             | 44 (2022)                         | 4,7                | modifier les données · modifier les données |
| Brion-sur-Ource                             | 21109      | CC du Pays Châtillonnais | 14,01            | 216 (2022)                        | 15                 | modifier les données · modifier les données |
| Buncey                                      | 21115      | CC du Pays Châtillonnais | 27,02            | 358 (2022)                        | 13                 | modifier les données · modifier les données |
| Bure-les-Templiers                          | 21116      | CC du Pays Châtillonnais | 35,03            | 135 (2022)                        | 3,9                | modifier les données · modifier les données |
| Busseaut                                    | 21117      | CC du Pays Châtillonnais | 10,62            | 52 (2022)                         | 4,9                | modifier les données · modifier les données |
| Buxerolles                                  | 21123      | CC du Pays Châtillonnais | 11,97            | 34 (2022)                         | 2,8                | modifier les données · modifier les données |
| Cérilly                                     | 21125      | CC du Pays Châtillonnais | 13,90            | 214 (2022)                        | 15                 | modifier les données · modifier les données |
| Chambain                                    | 21129      | CC du Pays Châtillonnais | 9,75             | 28 (2022)                         | 2,9                | modifier les données · modifier les données |
| Chamesson                                   | 21134      | CC du Pays Châtillonnais | 15,76            | 241 (2022)                        | 15                 | modifier les données · modifier les données |
| Channay                                     | 21143      | CC du Pays Châtillonnais | 13,33            | 59 (2022)                         | 4,4                | modifier les données · modifier les données |
| Charrey-sur-Seine                           | 21149      | CC du Pays Châtillonnais | 12,68            | 137 (2022)                        | 11                 | modifier les données · modifier les données |
| Chaugey                                     | 21157      | CC du Pays Châtillonnais | 6,89             | 24 (2022)                         | 3,5                | modifier les données · modifier les données |
| La Chaume                                   | 21159      | CC du Pays Châtillonnais | 33,10            | 97 (2022)                         | 2,9                | modifier les données · modifier les données |
| Chaume-lès-Baigneux                         | 21160      | CC du Pays Châtillonnais | 12,66            | 105 (2022)                        | 8,3                | modifier les données · modifier les données |
| Chaumont-le-Bois                            | 21161      | CC du Pays Châtillonnais | 7,54             | 79 (2022)                         | 10                 | modifier les données · modifier les données |
| Chemin-d'Aisey                              | 21165      | CC du Pays Châtillonnais | 8,51             | 63 (2022)                         | 7,4                | modifier les données · modifier les données |
| Coulmier-le-Sec                             | 21201      | CC du Pays Châtillonnais | 32,29            | 240 (2022)                        | 7,4                | modifier les données · modifier les données |
| Courban                                     | 21202      | CC du Pays Châtillonnais | 17,62            | 140 (2022)                        | 7,9                | modifier les données · modifier les données |
| Duesme                                      | 21235      | CC du Pays Châtillonnais | 13,33            | 46 (2022)                         | 3,5                | modifier les données · modifier les données |
| Échalot                                     | 21237      | CC du Pays Châtillonnais | 27,65            | 97 (2022)                         | 3,5                | modifier les données · modifier les données |
| Essarois                                    | 21250      | CC du Pays Châtillonnais | 18,25            | 84 (2022)                         | 4,6                | modifier les données · modifier les données |
| Étalante                                    | 21253      | CC du Pays Châtillonnais | 39,15            | 128 (2022)                        | 3,3                | modifier les données · modifier les données |
| Étormay                                     | 21257      | CC du Pays Châtillonnais | 12,60            | 66 (2022)                         | 5,2                | modifier les données · modifier les données |
| Étrochey                                    | 21258      | CC du Pays Châtillonnais | 3,21             | 207 (2022)                        | 64                 | modifier les données · modifier les données |
| Faverolles-lès-Lucey                        | 21262      | CC du Pays Châtillonnais | 10,08            | 29 (2022)                         | 2,9                | modifier les données · modifier les données |
| Fontaines-en-Duesmois                       | 21276      | CC du Pays Châtillonnais | 17,90            | 117 (2022)                        | 6,5                | modifier les données · modifier les données |
| Gevrolles                                   | 21296      | CC du Pays Châtillonnais | 27,05            | 167 (2022)                        | 6,2                | modifier les données · modifier les données |
| Gomméville                                  | 21302      | CC du Pays Châtillonnais | 9,83             | 116 (2022)                        | 12                 | modifier les données · modifier les données |
| Les Goulles                                 | 21303      | CC du Pays Châtillonnais | 8,93             | 17 (2022)                         | 1,9                | modifier les données · modifier les données |
| Grancey-sur-Ource                           | 21305      | CC du Pays Châtillonnais | 23,94            | 179 (2022)                        | 7,5                | modifier les données · modifier les données |
| Griselles                                   | 21309      | CC du Pays Châtillonnais | 12,37            | 92 (2022)                         | 7,4                | modifier les données · modifier les données |
| Gurgy-la-Ville                              | 21312      | CC du Pays Châtillonnais | 12,77            | 26 (2022)                         | 2,0                | modifier les données · modifier les données |
| Gurgy-le-Château                            | 21313      | CC du Pays Châtillonnais | 17,65            | 45 (2022)                         | 2,5                | modifier les données · modifier les données |
| Jours-lès-Baigneux                          | 21326      | CC du Pays Châtillonnais | 11,20            | 91 (2022)                         | 8,1                | modifier les données · modifier les données |
| Laignes                                     | 21336      | CC du Pays Châtillonnais | 40,02            | 669 (2022)                        | 17                 | modifier les données · modifier les données |
| Larrey                                      | 21343      | CC du Pays Châtillonnais | 18,51            | 96 (2022)                         | 5,2                | modifier les données · modifier les données |
| Leuglay                                     | 21346      | CC du Pays Châtillonnais | 24,56            | 294 (2022)                        | 12                 | modifier les données · modifier les données |
| Lignerolles                                 | 21350      | CC du Pays Châtillonnais | 13,54            | 57 (2022)                         | 4,2                | modifier les données · modifier les données |
| Louesme                                     | 21357      | CC du Pays Châtillonnais | 18,92            | 113 (2022)                        | 6,0                | modifier les données · modifier les données |
| Lucey                                       | 21359      | CC du Pays Châtillonnais | 18,68            | 56 (2022)                         | 3,0                | modifier les données · modifier les données |
| Magny-Lambert                               | 21364      | CC du Pays Châtillonnais | 12,78            | 85 (2022)                         | 6,7                | modifier les données · modifier les données |
| Maisey-le-Duc                               | 21372      | CC du Pays Châtillonnais | 12,67            | 75 (2022)                         | 5,9                | modifier les données · modifier les données |
| Marcenay                                    | 21378      | CC du Pays Châtillonnais | 9,49             | 98 (2022)                         | 10                 | modifier les données · modifier les données |
| Massingy                                    | 21393      | CC du Pays Châtillonnais | 9,49             | 172 (2022)                        | 18                 | modifier les données · modifier les données |
| Mauvilly                                    | 21396      | CC du Pays Châtillonnais | 15,31            | 65 (2022)                         | 4,2                | modifier les données · modifier les données |
| Menesble                                    | 21402      | CC du Pays Châtillonnais | 5,51             | 16 (2022)                         | 2,9                | modifier les données · modifier les données |
| Meulson                                     | 21410      | CC du Pays Châtillonnais | 7,85             | 28 (2022)                         | 3,6                | modifier les données · modifier les données |
| Minot                                       | 21415      | CC du Pays Châtillonnais | 36,18            | 188 (2022)                        | 5,2                | modifier les données · modifier les données |
| Moitron                                     | 21418      | CC du Pays Châtillonnais | 15,38            | 55 (2022)                         | 3,6                | modifier les données · modifier les données |
| Molesme                                     | 21419      | CC du Pays Châtillonnais | 28,42            | 274 (2022)                        | 9,6                | modifier les données · modifier les données |
| Montigny-sur-Aube                           | 21432      | CC du Pays Châtillonnais | 19,50            | 255 (2022)                        | 13                 | modifier les données · modifier les données |
| Montliot-et-Courcelles                      | 21435      | CC du Pays Châtillonnais | 8,65             | 292 (2022)                        | 34                 | modifier les données · modifier les données |
| Montmoyen                                   | 21438      | CC du Pays Châtillonnais | 19,20            | 72 (2022)                         | 3,8                | modifier les données · modifier les données |
| Mosson                                      | 21444      | CC du Pays Châtillonnais | 7,41             | 68 (2022)                         | 9,2                | modifier les données · modifier les données |
| Nicey                                       | 21454      | CC du Pays Châtillonnais | 23,86            | 108 (2022)                        | 4,5                | modifier les données · modifier les données |
| Nod-sur-Seine                               | 21455      | CC du Pays Châtillonnais | 24,86            | 206 (2022)                        | 8,3                | modifier les données · modifier les données |
| Noiron-sur-Seine                            | 21460      | CC du Pays Châtillonnais | 11,38            | 59 (2022)                         | 5,2                | modifier les données · modifier les données |
| Obtrée                                      | 21465      | CC du Pays Châtillonnais | 5,17             | 80 (2022)                         | 15                 | modifier les données · modifier les données |
| Oigny                                       | 21466      | CC du Pays Châtillonnais | 14,84            | 40 (2022)                         | 2,7                | modifier les données · modifier les données |
| Origny                                      | 21470      | CC du Pays Châtillonnais | 5,16             | 53 (2022)                         | 10                 | modifier les données · modifier les données |
| Orret                                       | 21471      | CC du Pays Châtillonnais | 11,37            | 12 (2022)                         | 1,1                | modifier les données · modifier les données |
| Poinçon-lès-Larrey                          | 21488      | CC du Pays Châtillonnais | 10,42            | 193 (2022)                        | 19                 | modifier les données · modifier les données |
| Poiseul-la-Ville-et-Laperrière              | 21490      | CC du Pays Châtillonnais | 21,64            | 155 (2022)                        | 7,2                | modifier les données · modifier les données |
| Pothières                                   | 21499      | CC du Pays Châtillonnais | 17,86            | 193 (2022)                        | 11                 | modifier les données · modifier les données |
| Prusly-sur-Ource                            | 21510      | CC du Pays Châtillonnais | 15,74            | 160 (2022)                        | 10                 | modifier les données · modifier les données |
| Puits                                       | 21511      | CC du Pays Châtillonnais | 20,79            | 136 (2022)                        | 6,5                | modifier les données · modifier les données |
| Quemigny-sur-Seine                          | 21514      | CC du Pays Châtillonnais | 21,34            | 95 (2022)                         | 4,5                | modifier les données · modifier les données |
| Recey-sur-Ource                             | 21519      | CC du Pays Châtillonnais | 26,69            | 338 (2022)                        | 13                 | modifier les données · modifier les données |
| Riel-les-Eaux                               | 21524      | CC du Pays Châtillonnais | 25,77            | 93 (2022)                         | 3,6                | modifier les données · modifier les données |
| Rochefort-sur-Brévon                        | 21526      | CC du Pays Châtillonnais | 11,98            | 42 (2022)                         | 3,5                | modifier les données · modifier les données |
| Saint-Broing-les-Moines                     | 21543      | CC du Pays Châtillonnais | 20,09            | 184 (2022)                        | 9,2                | modifier les données · modifier les données |
| Saint-Germain-le-Rocheux                    | 21549      | CC du Pays Châtillonnais | 7,66             | 83 (2022)                         | 11                 | modifier les données · modifier les données |
| Saint-Marc-sur-Seine                        | 21557      | CC du Pays Châtillonnais | 8,40             | 111 (2022)                        | 13                 | modifier les données · modifier les données |
| Sainte-Colombe-sur-Seine                    | 21545      | CC du Pays Châtillonnais | 16,16            | 919 (2022)                        | 57                 | modifier les données · modifier les données |
| Savoisy                                     | 21594      | CC du Pays Châtillonnais | 24,77            | 195 (2022)                        | 7,9                | modifier les données · modifier les données |
| Semond                                      | 21602      | CC du Pays Châtillonnais | 5,97             | 31 (2022)                         | 5,2                | modifier les données · modifier les données |
| Terrefondrée                                | 21626      | CC du Pays Châtillonnais | 13,89            | 65 (2022)                         | 4,7                | modifier les données · modifier les données |
| Thoires                                     | 21628      | CC du Pays Châtillonnais | 10,22            | 58 (2022)                         | 5,7                | modifier les données · modifier les données |
| Vannaire                                    | 21653      | CC du Pays Châtillonnais | 3,50             | 49 (2022)                         | 14                 | modifier les données · modifier les données |
| Vanvey                                      | 21655      | CC du Pays Châtillonnais | 16,80            | 239 (2022)                        | 14                 | modifier les données · modifier les données |
| Vertault                                    | 21671      | CC du Pays Châtillonnais | 19,27            | 50 (2022)                         | 2,6                | modifier les données · modifier les données |
| Veuxhaulles-sur-Aube                        | 21674      | CC du Pays Châtillonnais | 19,24            | 210 (2022)                        | 11                 | modifier les données · modifier les données |
| Villaines-en-Duesmois                       | 21685      | CC du Pays Châtillonnais | 33,95            | 252 (2022)                        | 7,4                | modifier les données · modifier les données |
| Villedieu                                   | 21693      | CC du Pays Châtillonnais | 14,14            | 70 (2022)                         | 5,0                | modifier les données · modifier les données |
| Villers-Patras                              | 21700      | CC du Pays Châtillonnais | 6,30             | 86 (2022)                         | 14                 | modifier les données · modifier les données |
| Villiers-le-Duc                             | 21704      | CC du Pays Châtillonnais | 84,34            | 111 (2022)                        | 1,3                | modifier les données · modifier les données |
| Villotte-sur-Ource                          | 21706      | CC du Pays Châtillonnais | 9,49             | 106 (2022)                        | 11                 | modifier les données · modifier les données |
| Vix                                         | 21711      | CC du Pays Châtillonnais | 3,53             | 96 (2022)                         | 27                 | modifier les données · modifier les données |
| Voulaines-les-Templiers                     | 21717      | CC du Pays Châtillonnais | 23,13            | 270 (2022)                        | 12                 | modifier les données · modifier les données |
| Canton de Châtillon-sur-Seine               | 2105       |                          | 1 813,85         | 19 533 (2022)                     | 11                 | modifier les données                        |

## Démographie

### Démographie avant 2015

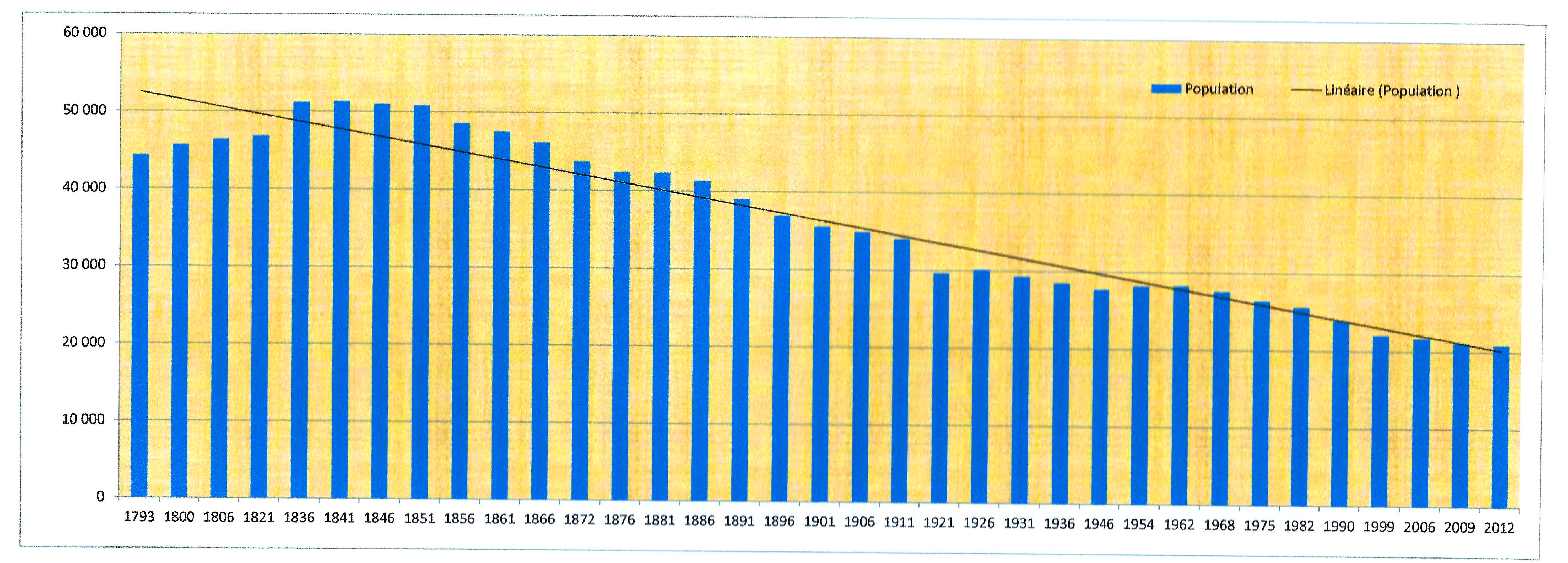
Histogramme de l'évolution démographique des communes composant l'actuel canton de Châtillon-sur-Seine

À l'aube du XIXe siècle, au sortir de la Révolution, l'ensemble des communes qui composent le canton actuel compte plus de 45 000 habitants. Ce chiffre atteint les 50 000 à la fin des années 1820 et se maintient au-dessus pendant plus de 20 ans. Cette croissance bénéficie d'abord aux gros bourgs puis aux agglomérations avant de s'interrompre et descendre sous les 45 000 après la guerre de 1870. La décroissance se poursuit ensuite pour passer sous les 35 000 juste avant celle de 1914 puis à 30 000 au retour de celle-ci. Elle reste faible jusqu'à la fin des années 1960 puis s'accélère pour se stabiliser aux environs de 21 000 habitants aux débuts du XXIe siècle. L'étude des communes dont la population actuelle est inférieure à 100 habitants et celle des centres urbains dont la population a dépassé 900 habitants au cours de la période concernée montre des différences notables.

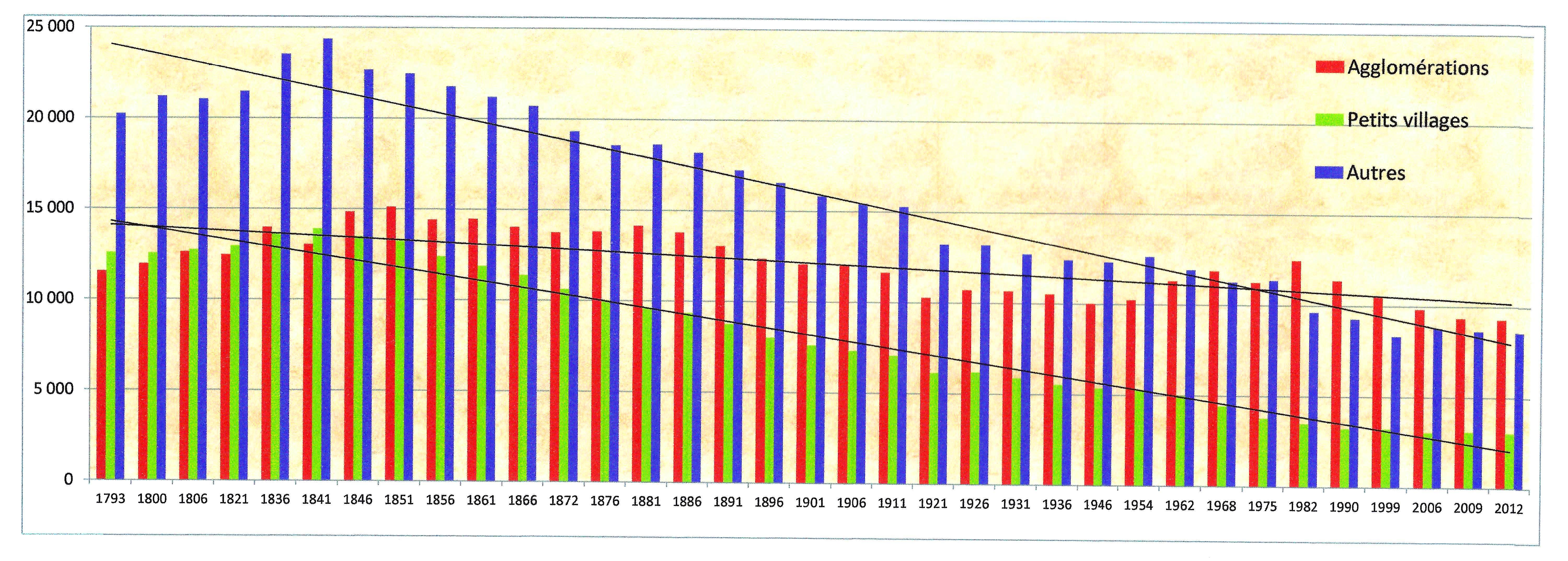
Histogramme de l'évolution démographique catégorielle des communes composant l'actuel canton de Châtillon-sur-Seine

#### Le tissu rural
Toutes les communes ne sont pas concernées à l'identique par le phénomène. Les plus atteintes sont celles touchées parfois par la crise de la sidérurgie locale et celles dont le patrimoine agricole était très morcelé. L'abandon des exploitations non rentables avant leur regroupement au sein d'unités plus importantes entraîne une fuite de la population qui affecte plus globalement les zones rurales que les agglomérations avant de se stabiliser au début des années 1980. Alors qu'en 1792 la plus petite des 107 communes concernées, Chaugey, compte 104 habitants en 2012 cinquante-deux d'entre elles n'atteint pas la centaine.
Alors qu'elles représentent pratiquement la moitié des communes composant le canton la somme de leurs habitants, 3 038, ne représente que 15 % de sa population totale. Jusqu'au milieu du XIXe siècle ces mêmes communes accusent une population totale comprise entre 13 000 et 14 000 habitants soit près de 30 % de celle de la même aire géographique. Parmi les extrêmes Chaumont-le-Bois et Riel-les-Eaux qui dépassaient les 500 habitants au début du XIXe siècle sont passés sous la barre des 100 depuis les années 1980. Depuis cette date le ré-encépage des coteaux enraye la fuite sans toutefois inverser la tendance.

#### Les agglomérations
Inversement les 11 communes retenues dans cette catégorie cumulent en 2012 une population de 9 319 habitants soit près la moitié de celle du canton. Au début du XIXe siècle, elles comptaient moins d'habitants que les communes rurales évoquées ci-dessus et ce n'est qu'au milieu de ce même siècle qu'elles commencent à les dépasser pour concentrer trois fois plus d'habitants en 2012. On relève au sein de ce groupe des situations contrastées et beaucoup d'entre elles qui ont conservé des bâtiments représentatifs de leur importance passée ont maintenant moins de 300 habitants.
Ainsi Autricourt qui ne compte plus que 124 habitants en possédait 980 en 1821 alors qu'à la même époque Sainte-Colombe-sur-Seine toujours forte de ses 968 habitants après en avoir recensé 1 330 en 1975 n'en compte encore que 253. Quant à Châtillon-sur-Seine après avoir doublé sa population entre 1792 et 1982, il perd depuis 2 000 habitants, peut-être au profit d'une moindre chute des communes voisines comme en témoignent la modeste croissance de Montliot-et-Courcelles, Buncey, Massingy ou le maintien de la population de Sainte-Colombe en dépit de la fermeture progressive de son importante usine à la fin du siècle dernier.

#### Les autres
Les gros bourgs qui composent vers 1840 l'essentiel du territoire avec deux fois plus d'habitants que les agglomérations ci-dessus regroupent la part la plus importante de la population pendant toute la première moitié du XIXe siècle. Parmi eux on note Baigneux-les-Juifs, chef lieu de canton jusqu'en 2015 qui n'a jamais atteint 500 habitants depuis le début du XIXe. La sidérurgie étant souvent la source de leur peuplement ils subissent ensuite les effets de sa disparition progressive et leur ligne de régression devient alors comparable à celle des zones rurales.
Leur population totale passe en dessous de celle des agglomérations dans le dernier quart du XXe siècle avant de remonter légèrement pour se stabiliser à leur niveau. Cette remonté coïncidant avec une perte de 2 000 habitants par Châtillon-sur-Seine, l'hypothèse d'un transfert de population n'est pas à exclure, en particulier vers les bourgs proches du chef-lieu de canton. Beaucoup de ces collectivités gardent sur leur territoire des monuments historiques - églises, châteaux - et des bâtiments publics - mairies, écoles - disproportionnés eu égard à leur effectifs actuels qui posent parfois des réels problèmes d'entretien et de maintenance.

### Démographie depuis 2015
En 2022, le canton comptait 19 533 habitants, en évolution de −3,13 % par rapport à 2016 (Côte-d'Or : +0,82 %, France hors Mayotte : +2,11 %).
| 2013   | 2018   | 2022   |
| ------ | ------ | ------ |
| 20 690 | 19 790 | 19 533 |